# Wenckstern (Adelsgeschlecht)

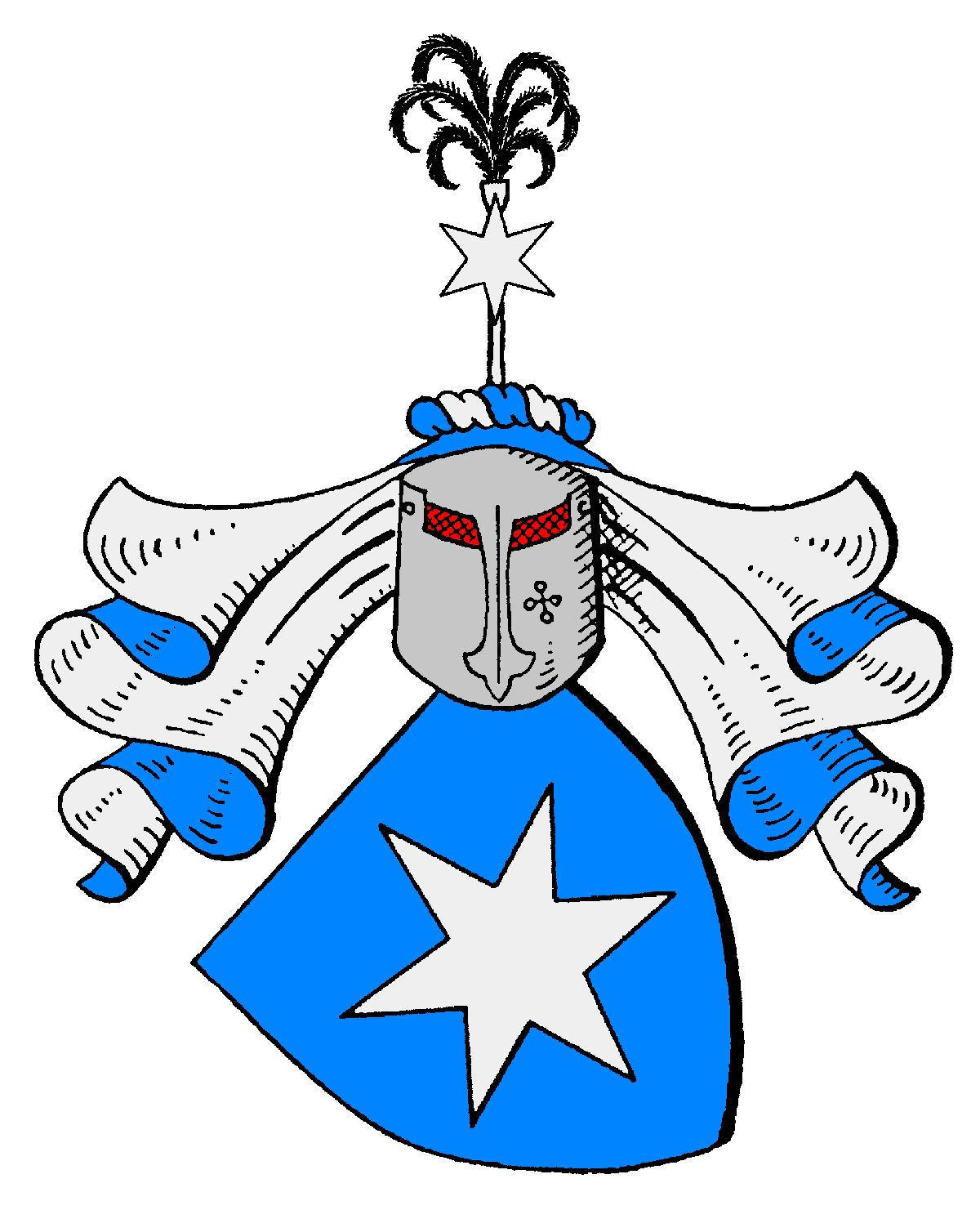
Stammwappen derer von Wenckstern

Wenckstern, auch Wenkstern, ist der Name eines alten mecklenburgischen und brandenburgischen Adelsgeschlechts.

## Geschichte
Die von Wenckstern wurden mit Hermann Wenkesterne, Ritter und Bürge von Herzog Rudolf von Sachsen-Wittenberg am 6. Juli 1315 zuerst urkundlich genannt. Mit Klaus Wenckstern († vor 1490), Herrn auf Lenzerwische, beginnt die gesicherte Stammreihe. Das Geschlecht war bereits 1353 burg- und schlossgesessen auf Burg Redefin in Mecklenburg sowie 1363 auf der Wencksternburg in der Prignitz. 1572 nahm es an der Überweisung der mecklenburgischen Frauenklöster an die Ritterschaft teil. Das Geschlecht bediente sich seit dem 18. Jahrhundert in Hannover des Freiherrentitels, den es auch in Belgien, Russland und Österreich unbeanstandet geführt hatte.
Die Familie ist nicht zu verwechseln mit einem gleichnamigen aus Hessen stammenden Geschlecht, welches seine Stammreihe von dem hessen-kasselischen Oberstleutnant Johann von Wenckstern († 1659) herleitet. Aus dieser Familie hat der preußische Leutnant und nachmalige Major Ludwig von Wenckstern in Berlin am 3. Juni 1798 die preußische Adelsanerkennung erhalten. Diese von Wenckstern führten im geteilten Wappen oben in Gold einen wachsenden roten Löwen, unten in Blau drei goldene Fenster. Auf dem Helm mit rot-gold-blauen Decken der wachsende Löwe.
Im Einschreibebuch des Klosters Dobbertin befinden sich vier Eintragungen von Töchtern der Familien von Wenckstern aus Hese und Carlow von 1751 bis 1899 zur Aufnahme in das dortige adelige Damenstift.

## Besitz
- Mecklenburg: Laschendorf (heute Ortsteil von Malchow), Malow (Ortsteil von Tessenow), Neese, Nienhagen, Reinshagen (Ortsteil von Lalendorf), Roggentin und Vietgest (Ortsteil von Lalendorf)
- Brandenburg: Neuenfelde und Seehausen in der Altmark; Bochin (heute Ortsteil von Steesow), Dallmin, Garlin und Warnow (heute Ortsteile von Karstädt), Kietz ein Gemeindeteil von Lenzerwische, Wenkensternburg in Lenzen, Wustrow (heute ein Ortsteil von Lanz) und Wust – alle in der Prignitz; Buskow in Ruppin sowie Rohrbeck (heute ein Ortsteil von Bad Schönfließ) in der Neumark
- Lüneburg: Kolborn (heute ein Ortsteil von Lüchow)
- Pommern: Barkenbrügge (heute wüst)

## Wappen
- Das Stammwappen zeigt in Blau einen silbernen Stern (sechs-, sieben- oder achtstrahlig). Auf dem Helm mit blau-silbernen Decken das Schildbild vor einem silbernen Schaft, der mit einem schwarzen Hahnenfederbusch besteckt ist.[2]
- seit dem 15. Jahrhundert: In Blau ein siebenstrahliger silberner Stern, der von 3 (2:1) roten Rosen begleitet ist. Auf dem Helm mit blau-silbernen Decken zwei geharnischte Arme, die einen silbernen Stern halten, dazwischen ein (gestürztes) golden-gesporntes geharnischtes Bein.[2]

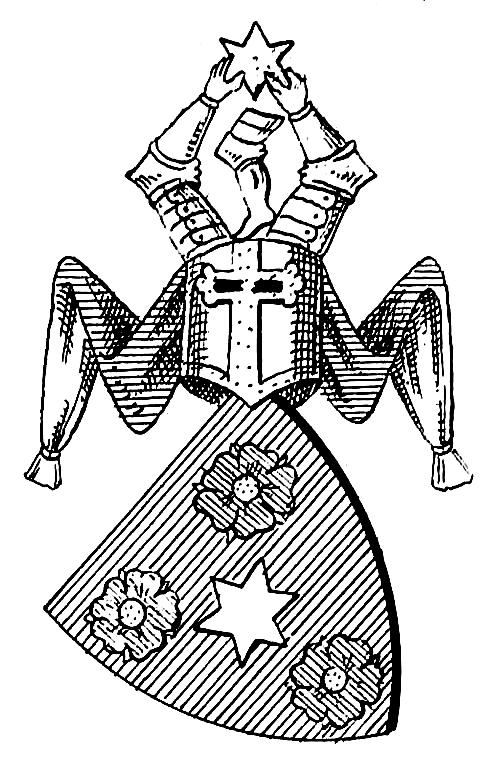
Wappen derer von Wenckstern seit dem 15. Jahrhundert
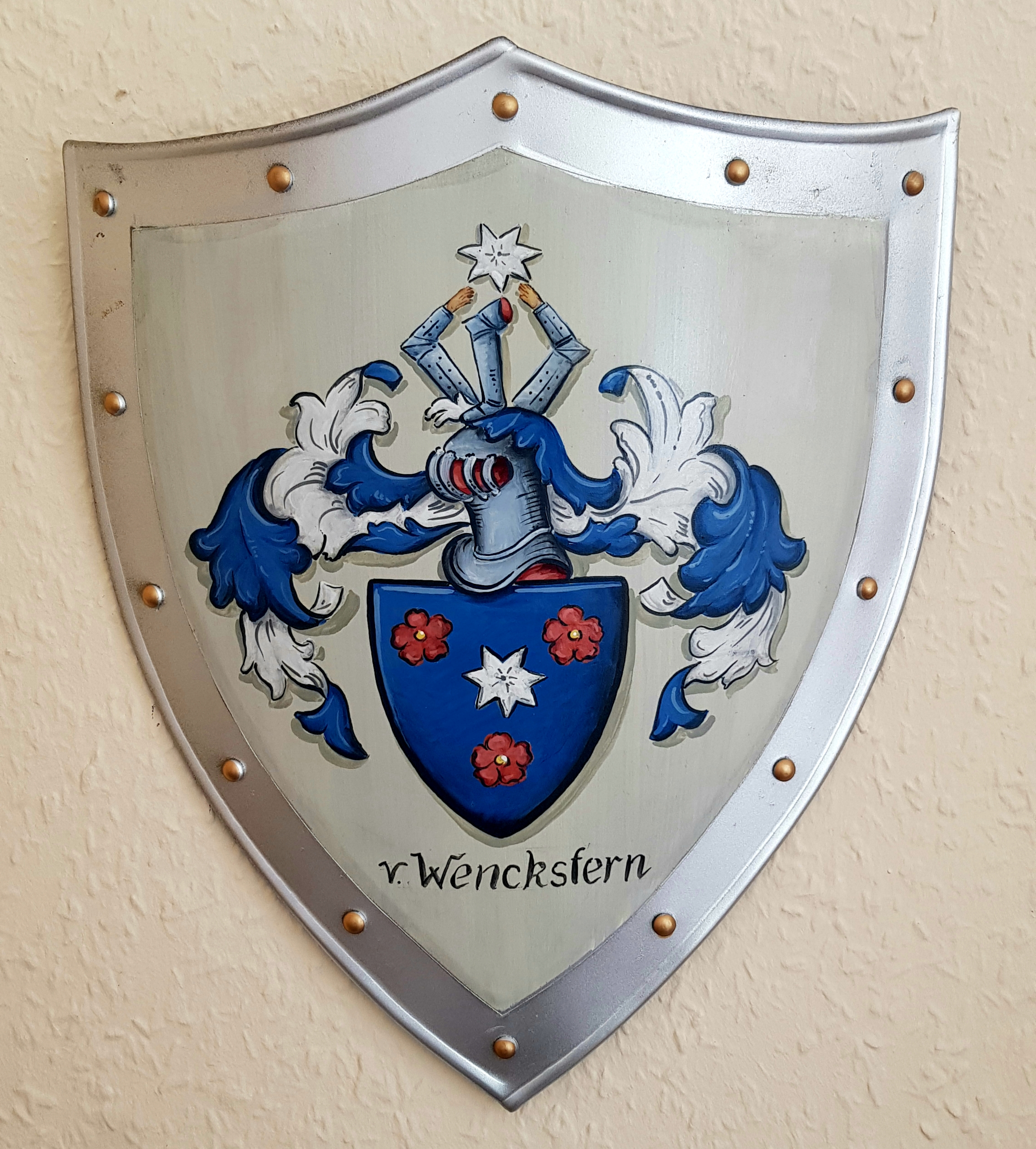
Variante des Wappens derer von Wenckstern seit dem 15. Jahrhundert

## Bekannte Familienangehörige
- Detlev Alexander von Wenckstern (1708–1792), Präsidenten des Oberappellationsgerichtes Celle
- Friedrich Alexander von Wenckstern (1755–1790), Jurist und Diplomat
- Otto von Wenckstern (1819–1869), Journalist
- Adolph von Wenckstern (1862–1914), Professor für Staatswissenschaft
- Karl von Wenckstern (1878–1968), deutscher Oberstleutnant, Ritter des Ordens Pour le Mérite, Generalarbeitsführer im RAD
- Werner von Wenckstern, (1861–1938) Vorsitzender der oldenburgischen Körungs-Kommission, Major a. D., 1921–1933 Oberlandstallmeister und Direktor des Landgestüts in Redefin
- Hermann von Wenckstern (1882–1964), Forstwirt und Volkswirt